# ديلان فوكس
ديلان فوكس (بالإنجليزية: Dylan Fox) (15 أبريل 1994 بأيرلندا الشمالية في المملكة المتحدة - ) هو لاعب كرة قدم أسترالي في مركز الدفاع. لعب مع Wellington Phoenix FC Reserves ‏ وBonnyrigg White Eagles FC ‏ وSutherland Sharks FC ‏.

## وصلات خارجية
- ديلان فوكس على موقع دوري كوريا الجنوبية (الإنجليزية)
- ديلان فوكس على موقع قاعدة بيانات كرة القدم.إي يو (الإنجليزية)
- ديلان فوكس على موقع Soccerway.com (الإنجليزية)